# Hybalus doursi
Hybalus doursi är en skalbaggsart som beskrevs av Lucas 1853. Hybalus doursi ingår i släktet Hybalus och familjen Orphnidae. Inga underarter finns listade i Catalogue of Life.